# Eugène Canseliet

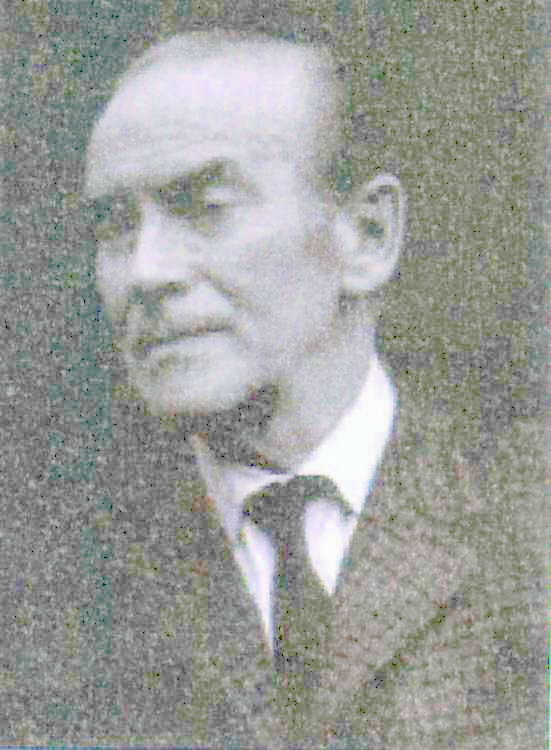
Eugène Canseliet

Eugène Canseliet, född 18 december 1899, död 17 april 1982, var en fransk författare och alkemist. Han ska ha varit ende lärjunge till Fulcanelli.
Canseliet föddes i Sarcelles och upptäckte alkemin vid 13 års ålder. Han bekantade sig med ockultismen genom att läsa Papus, Stanislas de Guaita och Fabre d'Olivet. Han ska ha umgåtts med Fulcanelli mellan 1916 och 1922. Efter den senares försvinnande ska han ha träffat honom en ytterligare gång i Spanien 1952.